# Beania diademata
Beania diademata är en mossdjursart som beskrevs av Cheetham 1972. Beania diademata ingår i släktet Beania och familjen Beaniidae. Inga underarter finns listade i Catalogue of Life.